# Autobahn - Fuori controllo
Autobahn - Fuori controllo (Collide) è un film del 2016 scritto e diretto da Eran Creevy, con protagonisti Nicholas Hoult, Felicity Jones, Ben Kingsley e Anthony Hopkins.

## Trama
Germania, l'americano Casey Stin, mentre spaccia nei locali per una gang di trafficanti di droga incontra Juliette, anche lei americana. In breve nasce l'amore e vanno a convivere. Lui abbandona il giro losco del traffico di stupefacenti e intraprende un lavoro onesto. Una fredda sera d'inverno lei lo sfida a spogliarsi e a distendersi nella neve. Juliette viene colta da una crisi epilettica e una volta in ospedale si scopre un problema ai reni, risolvibile solo in America con un costoso intervento. Casey, contrariamente a quanto promesso, solo per avere i soldi necessari a salvare Juliette, ricontatta il trafficante di droga e studia un piano per derubare una banda rivale. Impadronirsi, con la complicità di un amico, di un TIR super controllato che trasporta un enorme carico di cocaina nascosta in palline da golf.  La sua vita, da quella sera, diventa un inferno perché il piano non riesce alla perfezione e viene catturato. Sta per essere torturato per sapere chi è il mandante ma riesce a fuggire rubando un'auto sportiva piena di soldi che dovrebbero servire per il pagamento della droga. Da questo momento in poi, Casey è costretto a scappare in giro per l'Europa inseguito da pericolosi scagnozzi senza scrupoli in una continua fuga lungo le strade della Germania. Purtroppo i malviventi riescono a capire il suo legame con la ragazza grazie al braccialetto dell'ospedale che lui portava al polso e la sequestrano. Anche il TIR recuperato, però, rivela una sorpresa ai criminali, è vuoto. Astutamente Casey ha architettato uno scambio di camion, da fare subito dopo il furto. Viene così contattato il contrabbandiere Geran per proteggere Juliette fino a quando la situazione non degenera a causa del pericoloso boss mafioso Hagen. Casey propone uno scambio, la ragazza in cambio del denaro e del camion sparito. Durante le trattative irrompe la polizia che uccide uno dei trafficanti, i ragazzi riescono a scappare e una volta nella Metro lui dà i soldi a lei che riesce a salire sul treno e dileguarsi, mentre lui si arrende agli agenti. Patteggerà con le forze dell'ordine rivelando preziose informazioni che faranno catturare l'altro malvivente.

## Produzione
Il titolo del film inizialmente era Autobahn.

### Riprese
Le riprese del film iniziano il 5 maggio 2014.

### Cast
Il 15 maggio 2013 Zac Efron e Amber Heard entrano nel cast del progetto, ma poco dopo entrambi lo abbandonano. Successivamente, nel maggio 2014, vengono annunciati nel cast Nicholas Hoult, Ben Kingsley, Felicity Jones e Anthony Hopkins.

## Promozione
Il primo trailer del film è stato diffuso il 14 ottobre 2015.

## Distribuzione
La pellicola è stata distribuita nelle sale cinematografiche statunitensi a partire dal 19 agosto 2016 ed in quelle italiane dal 16 febbraio 2017.

## Riconoscimenti
Nell'edizione dei Razzie Awards 2017, il film riceve la candidatura per il peggior attore non protagonista.